# Língua enets
Enets é uma das línguas samoiedas e é falada pelos Enets que vivem ao longo do rio Ienissei no Krai de Krasnoiarsk, Rússia. São dois os dialetos conhecidos, o da Floresta e o da Tundra, os quais podem ser considerados como duas línguas diferentes. No total não são mais que 70 falantes, com pouco mais da metade falando o dialeto da Floresta. A maior desses falantes são de idade Madura ou idosos e todos têm o russo como segunda língua. Alguns falam também o Evenki. O idioma é muito aproximado às língua nenets, tendo sido durante algum tempo considerado como um dialeto desse grupo. Também apresenta similaridades com a língua nganasan.

## Enets da floresta
P Enets da floresta tinha cerca de 35 falantes no inverno 2006/2007, sendo 6 em Dudinka, 20 em Potapova 10 em Tukhard, todos nascidos entre 1945 e 1962. Muitos são trilinguais, falando também russo e Nenets da tundra, preferindo essa última. Já houve programação de rádio no dialeto da floresta. Durante os anos 90 também houve um suplemento em Enets no jornal Советский Таймыр (Taimyr Soviético).

## Ortografia
Embora tenha sido desenvolvido um alfabeto para língua Enets no final dos anos 80 (séc. XX), essa ainda não foi oficializada. Mesmo ainda não official, foram produzidos três livros utilizando a mesma, incluindo um Dicionário Russo- Enets. Enets é escrita com um alfabeto cirílico adaptado, com a incorporação das letras adicionais ԑ, ӈ and ҫ.
| А а | Б б | В в | Г г | Д д | Е е | Ё ё | Ԑ ԑ |
| Ж ж | З з | И и | Й й | К к | Л л | М м | Н н |
| Ӈ ӈ | О о | П п | Р р | С с | Ҫ ҫ | Т т | У у |
| Ф ф | Х х | Ц ц | Ч ч | Ш ш | Щ щ | ъ   | Ы ы |
| ь   | Э э | Ю ю | Я я |     |     |     |     |